# Wonderful Pretty Cure!
Wonderful Pretty Cure! (japonês: わんだふるぷりきゅあ！, Hepburn: Wandafuru Purikyua!; lit. Maravilhosa Bela Cura!) é uma série de anime mahō shōjo japonês e a vigésima primeira temporada da franquia Pretty Cure.
Criada por Izumi Todo e produzida pela Toei Animation. Wonderful Pretty Cure possui tema de Animais, mas também sobre laços entre o dono e o seu animal. Além disso Wonderful Pretty Cure conta com a primeira temporada da franquia que o título é escrito em hiragana.
Wonderful Pretty Cure é dirigido por Masanori Sato, que foi diretor de Oshiri Tantei, participou na direção de alguns episódios de Dragon Ball Super, também como diretor assistente em Saint Seiya Omega. Foi escrito por Yoshimi Narita, que já trabalhou em Futari Wa Pretty Cure: Splash Star, Yes! 5 Pretty Cure, Saint Seiya Omega, também em Kawaii dake ja Nai Shikimori-san. O Design de Personagem foi responsável por Uchida Yoko, que já trabalhou anteriormente na animação de KiraKira☆Pretty Cure A La Mode, além disso já trabalhou como Designer de Personagem em Rurouni Kenshin (2023).
No fim de dezembro de 2023 a temporada foi oficialmente anunciada, sucedendo Hirogaru Sky! Pretty Cure na programação. O primeiro episódio saiu dia 4 de Fevereiro de 2024 e o último em 26 de Janeiro de 2025. Sua temporada sucessora é You and Idol Pretty Cure!

## História
O encantado recanto dos animais, Niko Garden, foi atacado pelos membros do Gaon-Tachi e fez os animais que habitavam o lugar se tornarem ovos com energia maligna, chamados GaruGaru, que se espalharam por Animal Town.
Em Animal Town, onde animais e humanos vivem em harmonia, é apresentada Iroha Inukai, uma estudante do segundo ano do chūgakkō que ao passear com sua cadela, Komugi, acham uma pedra brilhante. Um dos ovos de GaruGaru chocam, fazendo vários animais fugirem do local e Iroha ajuda a recuar as pessoas, mas ao ficar exposta ao monstro o desejo forte de Komugi faz que a Pedra do Espelho brilhe e fragmentos da pedra se tornem um Wonderful Pact, que concede o poder de se tornar humana e uma Pretty Cure. Ao purificar o GaruGaru, ele retorna sua forma original de uma ovelha com o nome de Mey-Mey, um mordomo e guia das novas Pretty Cures.
Junto com Iroha, Yuki e Mayu, Komugi trabalha para salvar os animais e o Niko Garden.

## Personagens

### Pretty Cures[3]

#### Komugi Inukai (犬飼こむぎ)
Komugi é uma cadelinha da raça Papillon (Spaniel Anão Continental) super animada, energética, curiosa e brincalhona. Komugi sempre teve muita vontade de conversar com sua dona, Iroha e esse desejo foi realizado após ganhar o Wonderful Pact. Antes de Iroha, ela foi de outro dono e chamada de Marron Kurihara, mas não se lembrava dessas memórias, somente quando ela foi achada por Iroha e assim ficaram inseparáveis. Komugi termina suas frases com "~wan" ( 「～わん」 ). Seu aniversário é no dia 13 de Maio, que comemora mensalmente o Dia Nacional do Cachorro no Japão. Sua cor tema é Rosa.
Komugi usa "Wonderful~" (「わんだふるー！」) como sua frase de efeito durante a série.
Komugi se transforma em Cure Wonderful, a Cure que quer brincar com todos. Seu bordão como Cure Wonderful é: "Eu amo todos neste mundo encantador! Cure Wonderful! Vamos brincar juntos♪" (みんな大好き素敵な世界！キュアワンダフル！いっしょに遊ぼ♪, Min'na Daisuki Suteki na Sekai! Kyua Wandafuru! Issho ni Asobo♪). Cure Wonderful usa bastante sua Puni Puni Barrier (ぷにぷにバリア), um escudo em forma de pata. Sua forma de purificação inicialmente é acolhendo os animais, logo elas conseguem usar o Friendly Tact, junto com Cure Friendy, usando o Friend Liberale (フレンドリベラーレ) como purificação.

#### Iroha Inukai (犬飼いろは)
Iroha tem muito amor pelos animais, principalmente que sua mãe é dona de uma Clínica Veterinária, então Iroha não hesita quando se trata de ajudar os animais. Ela é muito honesta, mas péssima em guardar segredos. Também ela é bastante esportiva. Seu aniversário é no dia 7 de Agosto. Sua cor tema é Roxo
Iroha também usa "Wonderful~" (「わんだふるー！」) como sua frase de efeito durante a série.
Iroha se transforma em Cure Friendy (キュアフレンディ), a Cure que quer ser amiga de todos os animais. Seu bordão como Cure Friendy é: "Os sorrisos de todos iluminam o mundo! Cure Friendy! Deixe-me ouvir sua voz." (みんなの笑顔で彩る世界！キュアフレンディ！あなたの声をきかせて, Min'na no Egao de Irodoru Sekai! Kyua Furendi! Anata no Koe wo Kikasete). Cure Friendy usa principalmente a Ribbon Barrier (リボンバリア), um escudo em formato de laço, e o Friendy Ribbon (フレンディリボン), o laço solto para prender os monstros. Sua forma de purificação inicialmente é acolhendo os animais, logo elas conseguem usar o Friendly Tact, junto com Cure Wonderful, usando o Friend Liberale (フレンドリベラーレ) como purificação.

#### Mayu Nekoyashiki (猫屋敷まゆ)
Mayu no início é recém chegada na cidade e se mostra bastante desajeitada e tímida, mostrando bastante dificuldade em começar novas amizades, mas é bastante corajosa principalmente para ajudar seus amigos. Mayu tem bastante hiperfoco quando está tricotando, a ponto de nem conseguir ouvir ou prestar atençaõ o que está em sua volta e acabar causando mal entendido.
Na intimidade com o grupo principal, Mayu se mostra bastante brincalhona e travessa, principalmente provocando Satoru, que gosta de Iroha, mas também como uma grande cupido e fã do casal. Mayu também é muito gentil e paciente, mas também possui um lado teimoso. Ela sempre disposta a ajudar Yuki a superar suas tendências solitárias. Seu aniversário é dia 5 de Novembro. Sua cor tema é Verde.
Mayu se transforma em Cure Lillian (キュアリリアン), a Cure que entrelaça e conecta o mundo. Seu bordão como Cure Lillian é: "Amarre, gire e teça o mundo! Cure Lillian! Não tenha medo, não tenha medo" (結んで紡いでつながる世界！キュアリリアン！ こわくない、こわくない, Musunde Tsumuide Tsunagaru Sekai! Kyua Ririan! Kowakunai, Kowakunai). Lillian usa o Lillian Net (リリアンネット) para conseguir prender os animais e acalma-los, mas depois consegue usar, com a Cure Nyammy, seu purificador, Amity Lumiere (アミティールミエール).

#### Yuki Nekoyashiki(猫屋敷ユキ)
Yuki no início é bastante reservada e solitária e estava disposta a fazer tudo para proteger Mayu, mas acaba sendo extremamente superprotetora. Yuki antes de conhecer Mayu era uma gata de rua, usando uma casa abandonada como abrigo, mas Mayu a encontra e aos poucos, com sua gentileza e afeto, começa a ganhar a confiança de Yuki e as duas construíram um laço que ao Mayu ir embora da vila, decidiu que iria junto com ela. Por causa do seu passado sozinha, ela teve dificuldade de confiar nas outras meninas, principalmente com medo que elas machucassem Mayu e seu coração gentil. Com o tempo, Mayu mostra que consegue se cuidar sozinha e faz que Yuki se abra mais com as novas amizades de sua dona, passando a confiar e construir uma amizade, principalmente com Komugi. Yuki diz -nya (にゃー) no final das suas frases. Seu aniversário é no dia 21 de dezembro. Sua cor tema é Azul.
Yuki com desejo de proteger Mayu, ganha o Shiny Cats Pact e se transforma em humana e em Cure Nyammy (キュアニャミー), a Cure que é atenciosa com você. Seu bordão como Cure Nyammy é: "Mundo nobre, fofo e brilhante! Cure Nyammy! Tudo bem, vou prestar atenção em você." (気高くかわいくきらめく世界！キュアニャミー！ 仕方ない、構ってあげる, Kedakaku Kawaiku Kirameku Sekai! Kyua Nyamī! Shikatanai, Kamatte Ageru). Nyammy não combatia os GaruGarus da forma correta e de forma agressiva, mas quando começa a se aproximar do grupo ela usa a Nyammy Shield (ニャミーシールド), um escudo em forma de pata, e depois com a Cure Lillian usam seu purificador, Amity Lumiere (アミティールミエール).

### Aliados das Pretty Cures

#### Satoru Toyama  (兎山悟)
Satoru começa a ajudar as Pretty Cures, principalmente sendo muito inteligente quando o assunto se trata de biologia. Satoru conheceu seu coelho Daifuku após ele ser mordido por uma cobra, quando levou a Clinica Veterinária, ele conheceu Iroha e desde então tem um sentimento amoroso a respeito dela. Satoru conseguiu dizer seus sentimentos a Iroha e atualmente é namorado dela. Satoru com o desejo de ajudar as Pretty Cures além de suas informações, tanto no filme quanto nos últimos episódios, ganha poderes e consegue ouvir seu coelho falar, algo comum entre as outras duplas, porém ele não possui um nome oficial. Seu aniversário é no dia 7 de Setembro, coincidindo com o Dia Nacional das Espécies Ameaçadas na Austrália.

#### Daifuku Toyama (兎山大福)
Daifuku é um coelho da raça Holland Lop de Satoru, e que se importa muito com ele. Sempre impediu os planos de Mey-Mey estragar algum plano de interromper o casal Satoru e Iroha. Daifuku também sempre quis falar com Satoru, antes só sendo possível se comunicar pelas traduções de Komugi ou Nico. Ele também ganha poderes junto com Satoru, assim como ele, sem nome oficial. Seu aniversário é no dia 27 de Março.

### Niko Garden[4][5]

#### Niko (ニコ)
Niko, no futuro Unicórnio Diamante (ダイヤモンドユニコーン), é a criadora do Niko Garden. Após o ataque da Gaou-Tachi ela renasce em um ovo e quando choca ela começa como uma pequena unicórnio travessa, curiosa e bastante chamativa, mas ela também pode ser rigorosa, gentil e que dá valor a vida. Todos em Niko Garden a chamam de "Niko-sama" (ニコ様).

#### Mey-Mey (メエメエ)
Mey-Mey é uma ovelha dócil e responsável. No entanto, ele pode se estressar facilmente quando os outros se recusam a ouvi-lo ou a ouvir seus conselhos. Mey-Mey é péssimo em guardar segredos e pode ser egoísta às vezes. Mey-Mey atua como mordomo de Niko.

#### Animais Kirarin (キラリンアニマル)
No início, quando um animal Kirarin é resgatado da forma GaruGaru ele retorna ao Niko Garden e à sua respectiva Casa Kirarin, que é sua fonte de energia, quando se regenera o Niko Diamond é restaurado. Todos eles terminam suas frases com "~kira" (～キラ). Eles também ajudam as Pretty Cures ao serem convocados com o Friendly Tact e com o Amity Ribbon Tambourine.
| Kirarin Animal  | Poderes          |
| --------------- | ---------------- |
| Kirarin Rabbit  | Audição apurada  |
| Kirarin Penguin | Deslizar         |
| Kirarin Lion    | Velocidade       |
| Kirarin Bear    | Força            |
| Kirarin Fawn    | Saltar alto      |
| Kirarin Hamster | Encolher         |
| Kirarin Fox     | Mudança de Forma |
| Kirarin Panda   | Causar sono      |
| Kirarin Swan    | Voar             |

### Gaou-Tachi[6]

#### Gaou (ガオウ)
Gaou, mais tarde se revela Subaru (スバル), é o principal antagonista da temporada. Gaou odeia os humanos por terem extinguido sua matilha de lobos e planeja destruir o mundo humano como vingança. Ele é bastante moralista e teimoso, mas possui um lado gentil quando não está irritado, mas perde a confiança facilmente ao descobrir que um animal é amigo dos humanos.

Antes, como Subaru, ele era um jovem corajoso e que estava disposto a proteger seus amigos lobos, mas quando os perde ele fica sem confiança e decide vingar seus amigos lobos, contudo ele nunca conseguiu se perdoar por não conseguir impedir a tragédia aos seus amigos lobos.

#### Torame (トラメ)
Torame era da matilha que Subaru conheceu. é um garoto cheio de energia que adora ser engraçado e admira Gaou, frequentemente competindo com Zakuro por sua atenção. Assim como seus companheiros, ele odeia humanos e é muito teimoso, mas apesar de suas travessuras, é capaz de ajudar os outros gentilmente. Ele também é mostrado como um garoto solitário que secretamente deseja fazer amigos e quando começa a achar divertido brincar com as Pretty Cures ele começa a ver elas como amigas.

#### Zakuro (ザクロ)
Zakuro era da matilha que Subaru conheceu. Ela é extremamente obcecada e apaixonada por Gaou e também tinha ciúmes de outros casais. Ela acreditava que seus métodos agressivos podem demonstrar aos animais como os humanos são inimigos. Com o tempo, ela começa a se aproximar dos humanos, mas mantém isso escondido por causa de sua lealdade a Gaou, até perceber o quanto as Cures se importavam com ela e sua matilha. Ela cria principalmente afinidade com a dupla Mayu e Yuki.

#### GaruGaru (ガルガル)
O primeiro tipo de monstro da série. Eles possuem os animais Niko e Kirarin, aprisionando-os em ovos pretos e amarelos.

#### GaoGaon (ガオガオーン)
Aparece no meio da série sendo o segundo tipo de monstro. Eles podem ser invocados pelos membros da Gaon-Tachi e podem ser criados energizando um ovo de Garugaru ou possuindo um animal diretamente.

### Parentes das Personagens
Youko Inukai
Mãe de Iroha, que trabalha como veterinária no Friendly Animal Hospital & Salon. Junto com Tsuyoshi, ela descobre mais tarde que Komugi pode falar e se transformar em humano, além de conhecer o Jardim Niko de Mey Mey.
Tsuyoshi Inukai
Pai de Iroha, dono e administrador do Friendly Animal Hospital & Salon, porém é notavel ver ele trabalhar dentro de casa. Junto com Youko, ele descobre mais tarde que Komugi pode falar e se transformar em humano, além de conhecer o Jardim Niko de Mey Mey.
Sumire Nekoyashiki
Mãe de Mayu, que administra a Pretty Holic, descobre mais tarde que Yuki consegue falar e se transformar em humana.
Takayuki Nekoyashiki
Pai de Mayu, que trabalha como fotógrafo no exterior. Mais tarde, ele se muda para Animal Town com Mayu e Sumire após retornar de seu último trabalho na África.

### Moradores de Animal Town
Ema (えま)
Uma garotinha que tem uma cadelinha chamada Pon, da raça Lulu da Pomerânia.
Pon (ポン)
Cadela da Ema. Ela possui é da raça Lulu da Pomerânia.
Inui (戊井)
Uma garota que tem um poodle chamado Choco
Choco (チョコ)
Pet da raça poodle de Inui.
Mitsuko Okuma (大熊 みつ子)
Colega de classe de Iroha, Mayu e Satoru, que, junto com seus pais, administra uma fazenda na Cidade dos Animais chamada Fazenda Okuma (大熊農園, Ōkuma Fāmu). Mais tarde, ela participa do projeto Calendário Animal, onde Takayuki tira fotos dela e de suas vacas.
Nanami Kanie (蟹江 七海)
Colega de Classe de Iroha, Mayu e Satoru. Ela tem dois caranguejos de água doce chamados Zuwai (ズワイ) e Taraba (タラバ), que Takayuki fotografa para o projeto Calendário Animal.
Youda (羊田)
Colega de Classe de Iroha, Mayu e Satoru.
Torieda (鳥枝)
Colega de Classe de Iroha, Mayu e Satoru. Torieda tem uma calopsita chamada Pea (ピー). O Takayuki também tira fotos para o projeto Calendário Animal.
Ushigome (牛込), Kamogawa (鴨川), Takayama (鷹山) e Saruwatari (猿渡)
Colegas de Classe de Iroha, Mayu e Satoru.
Sho Ikari (猪狩勝)
Colega de Classe de Iroha, Mayu e Satoru. Ele joga futebol. Depois que Komugi o impressiona com suas habilidades no futebol no primeiro dia de aula, ele começa a vê-la como sua rival. Ele tem um mini porco que Takayuki tira fotos para o projeto Calendário Animal.
Kiyoshi Babazono (馬場園清)
Professor de Iroha, Mayu e Satoru. Ele tem um cavalo chamado Bruno (ブルーノ), que Takayuki fotografa para o projeto Calendário Animal.
Kitsunezaki (狐崎) e Tanukihara (狸原)
Dois colegas de classe de Iroha, Mayu e Satoru. Eles dois são membros do clube de teatro que admiram Yuki e desejam que ela se junte ao clube. Eles também produzem uma peça sobre o passado de um lobo e seu amigo humano, Subaru.
Karasuma (烏丸)
Colega de classe de Iroha, Mayu e Satoru. Seus pais administram o Santuário da Pedra do Espelho na Cidade dos Animais.
Otsuru (お鶴)
Otsuru é uma senhora que é amiga de duas senhoras que frequentam a Pretty Holic. Quando Otsuru estava no ensino médio, sua cadela, Suzu, morreu, e ela jurou nunca mais adotar um cachorro para não ficar triste quando eles morressem. No entanto, depois ela conheceu Fuku em um evento de adoção. Após o falecimento de Fuku, ela consagrou no Santuário de Pedra do Espelho.
Okame & Oshika (お亀、お鹿)
Amigas de Otsuru, as três frequentam juntas a Pretty Holic. Elas são inseparáveis e prestaram todo apoio a Otsuru após o falecimento de Fuku.
Fuku (フク)
O cachorro de Otsuru, ela o adotou em um evento de adoção após a morte de Suzu e que Iroha conhece desde a infância. Fuku acaba ficando doente e seu estado piora após uma comemoração pelos anos que viveu com Otsuru, antes de falecer ela pede  a Niko que seu ultimo desejo seja levantar e ir até sua dona antes de se for.
Inuzuka (犬束)
Treinadora de cães e amiga de Iroha, frequentadora assídua do negócio dos pais dela. Ela tem um Border Collie chamado Witt.
Witt (ウィット)
Border Collie de estimação de Inuzuka, com o qual ele participa de competições de agility.
Mayor Washio (鷲尾市長)
Prefeito de Animal Town.
Andy (アンディ)
Um cão pastoreiro da exposição de cães pastores da Fazenda Okuma.
Keiichi (圭一)
Um amigo de Iroha que está treinando seu cachorro, Keiji, para se tornar um cão policial.
Keiji (ケイジ)
O cachorro de Keiichi, que está sendo treinado para se tornar um cão policial.
Ayako Yuuki (結城 綾子)
Voluntária no abrigo de animais onde Komugi foi deixada depois que sua dona, Kurihara, foi internada em um asilo há dois anos. Ela reencontra Komugi quando ela visita o Friendly Animal Hospital & Salon e conta à família Inukai sobre Kurihara.
Kurihara (栗原)
Um homem idoso e gentil, dono anterior de Komugi, quando se chamava Marron. Dois anos antes dos eventos da série, ele foi internado em um asilo devido à sua fragilidade e idade. Enquanto o procurava, Komugi fugiu do abrigo de animais onde estava temporariamente alojada e conheceu Iroha. Mais tarde, ele descobre que Komugi pode se transformar em humana e pede que ela fique com Iroha. Depois de se lembrar de Kurihara, Komugi começa a vê-lo como seu avô, chamando-o de "vovô".
Gaou (ガオウ)
O Gaou original e líder da matilha de lobos. Gaou era amigo de Subaru e se sacrificou para protegê-lo. Ele conseguiu se comunicar com Komugi, sua primeira conexão foi no episódio 23 e no episódio final ele e Subaru finalmente se reencontram. Após Subaru ser purificado, ele, junto com Zakuro, partem para a vida após a morte com os outros lobos.

## Vozes
| Pretty Cures                    | Voz Original         | Gaon-Tachi           | Voz Original         |
| ------------------------------- | -------------------- | -------------------- | -------------------- |
| Komugi Inukai / Cure Wonderful  | Naganawa Maria       | Gaon/Subaru          | Ootsuka Takeo        |
| Iroha Inukai / Cure Friendy     | Tanezaki Atsumi      | Zakuro               | Nakahara Mai         |
| Mayu Nekoyashiki / Cure Lillian | Ueda Reina           | Torame               | Matsui Eriko         |
| Yuki Nekoyashiki / Cure Nyammy  | Matsuda Satsumi      | GaruGaru             | Takahashi Shinya     |
| Aliados                         | Aliados              | GaonGaon             | Takahashi Shinya     |
| Satoru Toyama                   | Terashima Takuma     | Personagens do Filme | Personagens do Filme |
| Daifuku Toyama                  | Nakamura Yuichi      | Mujina               | Miyake Kenta         |
| Niko Garden                     | Niko Garden          | Natsuki              | Hanazawa Kana        |
| Niko                            | Ueda Kana            | Ponta                | Goto Junpei          |
| Mey-Mey                         | Tachibana Shinnosuke | Pokota               | Fukutoku Shūsuke     |
| Kirarin Rabbit                  | Matsuoka Misato      |                      |                      |
| Kirarin Penguim                 | Iida Yuko            |                      |                      |
| Kirarin Lion                    | Ikeda Tomoko         |                      |                      |
| Kirarin Bear                    | Shuto Yukina         |                      |                      |
| Kirarin Fawn                    | Shimano Hana         |                      |                      |
| Kirarin Hamster                 | Wakuno Aika          |                      |                      |
| Kirarin Fox                     | Saito Chiwa          |                      |                      |
| Kirarin Panda                   | Kiyohara Mari        |                      |                      |
| Kirarin Swan                    | Hirohara Fu          |                      |                      |

| Parentes das Personagens | Voz Original      | Moradores de Animal Town | Voz Original |
| ------------------------ | ----------------- | ------------------------ | ------------ |
| Youko Inukai             | Yūki Kodaira      | Ema                      | Hana Shimano |
| Tsuyoshi Inukai          | Hiroshi Shirokuma | Inui                     | Haruno Inoue |
| Sumire Nekoyashiki       | Chiwa Saitō       | Kitsunezaki              | Haruno Inoue |
| Takayuki Nekoyashiki     | Kenji Fukuda      | Choco                    | Tomoko Ikeda |
|                          |                   | Mitsuko Okuma            | Yuko Iida    |
|                          |                   | Nanami Kanie             | Hana Shimano |
| Youda                    | Tomoko Ikeda      |                          |              |
| Saruwatari               | Tomoko Ikeda      |                          |              |
| Torieda                  | Matsuoka Misato   |                          |              |
| Ushigome                 | Aika Wakuno       |                          |              |
| Kamogawa                 | Yuki Kodaira      |                          |              |
| Takayama                 | Masahiro Yamanaka |                          |              |
| Sho Ikari                | Shohei Komatsu    |                          |              |
| Kiyoshi Babazono         | Mitsuru Takakuwa  |                          |              |
| Tanukihara               | Seiko Ueda        |                          |              |
| Karasuma                 | Yukina Shuto      |                          |              |
| Otsuru                   | Natsuki Aikawa    |                          |              |
| Okame                    | Mari Kiyohara     |                          |              |
| Oshika                   | Yūki Kodaira      |                          |              |
| Fuku                     | Chiwa Saitō       |                          |              |
| Inuzuka                  | Toa Yukinari      |                          |              |
| Mayor Washio             | Wataru Takagi     |                          |              |
| Andy                     | Ryōsuke Hara      |                          |              |
| Keiichi                  | Ryōsuke Hara      |                          |              |
| Keiji                    | Ryōsuke Hara      |                          |              |
| Ayako Yuuki              | Kei Hayami        |                          |              |
| Kurihara                 | Nobuo Tobita      |                          |              |
| Gaou                     | Shinya Takahashi  |                          |              |

## Episódios da Série
| N° | Título Romanizado                     | Tradução (via Crunchyroll)                          | Data de Lançamento (Japão) |
| -- | ------------------------------------- | --------------------------------------------------- | -------------------------- |
| 1  | Hajimari wa "Wandafuru!"              | O início marauvilhoso!                              | 04 de Fevereiro de 2024    |
| 2  | Min'na Tomodachi, Kyua Furendi!       | Vamos ser amigas! Cure Friendy!                     | 11 de Fevereiro de 2024    |
| 3  | Iccha Damē~!                          | Não podeeeh dizer isso!                             | 18 de Fevereiro de 2024    |
| 4  | Nekoyashiki no Neko to Mayu           | A gata dos Nekoyashiki e Mayu                       | 25 de Fevereiro de 2024    |
| 5  | Tsunagaru Kizuna Furendorī Takuto!    | Conectando os laços! A Batuta Amiga!                | 03 de Março de 2024        |
| 6  | Komugi, Iroha to Kenka Suru           | Komugi briga com Iroha                              | 10 de Março de 2024        |
| 7  | Futari no Furendo Riberāre!           | O Friend Liberale de ambas!                         | 17 de Março de 2024        |
| 8  | Mayu no Dokidoki Shingakki            | Mayu e o nervosismo na nova escola                  | 24 de Março de 2024        |
| 9  | Komugi, Chūgakusei da Wan!            | Komugi, a Estudante!                                | 31 de Março de 2024        |
| 10 | Yuki no Naka no Omoide                | Memórias na neve                                    | 7 de Abril de 2024         |
| 11 | Yama ni Hisomu, Kyodai Seibutsu       | Uma criatura gigante se escondendo nas montanhas?!  | 14 de Abril de 2024        |
| 12 | Watashi wa Kyua Nyamī                 | Eu sou a Cure Nyammy                                | 21 de Abril de 2024        |
| 13 | Kyua Nyamī wo Sagase!                 | Procure pela Cure Nyammy!                           | 28 de Abril de 2024        |
| 14 | Mayu, Hajimete no Otomari             | A primeira festa do pijama de Mayu                  | 05 de Maio de 2024         |
| 15 | Hitsuji no Shitsuji Mēmē no Ichinichi | Mordomo em pele de cordeiro! O dia a dia de Mey Mey | 12 de Maio de 2024         |
| 16 | Kagami Ishi no Fushigi                | O mistério da Pedra Espelhada                       | 19 de Maio de 2024         |
| 17 | Watashi ga, Anata wo Mamoru!          | Eu vou te proteger!                                 | 26 de Maio de 2024         |
| 18 | Mayu no Kimochi, Yuki no Kimochi      | Os sentimentos da Mayu, os sentimentos da Yuki      | 2 de Junho de 2024         |
| 19 | Kyua Ririan, Tanjō!                   | O nascimento da Cure Lillian!                       | 9 de Junho de 2024         |
| 20 | Futari Nara Kowakunai                 | Não precisamos ter medo se estivermos juntas        | 16 de Junho de 2024        |
| 21 | Mayu to Yuki no Sukūru Raifu          | A vida escolar de Mayu e Yuki                       | 23 de Junho de 2024        |
| 22 | Wandafuru Go~!                        | Wonderful Go!                                       | 30 de Junho de 2024        |
| 23 | Negai Goto wa Wao~~~~~n               | Fazendo desejos! Waon!                              | 07 de Julho de 2024        |
| 24 | Fushigi Sugiru Tamago                 | Um ovo bem estranho                                 | 14 de Julho de 2024        |
| 25 | Natsu da! Umi da! Shukudai da!        | Verão! Praia! Lição de casa!                        | 21 de Julho de 2024        |
| 26 | Atsu Sugite Yabai!                    | Está perigosamente quente!                          | 28 de Julho de 2024        |
| 27 | Tsuchinoko ni Aita~i!                 | Queremos encontrar um Tsuchinoko!                   | 04 de Agosto de 2024       |
| 28 | Ōkuma Bokujō de Asobo♪                | Diversão na Fazenda Ohkuma!                         | 11 de Agosto de 2024       |
| 29 | Hajimemashite Niko-sama!              | Prazer em conhecê-la, Grande Niko!                  | 18 de Agosto de 2024       |
| 30 | Wandafuru na Kassuru!                 | Um castelo maravilhoso!                             | 25 de Agosto de 2024       |
| 31 | Nyanfuruensā Mayu                     | Mayu, a miaufluencer!                               | 01 de Setembro de 2024     |
| 32 | Dōbutsuen no Oshi Animaru             | Meu animal favorito no zoológico!                   | 08 de Setembro de 2024     |
| 33 | Marutto Animaru Sumairu               | Muitos sorrisos animais                             | 15 de Setembro de 2024     |
| 34 | Neko, Neko, Neko Shūkai               | Gatos! Gatos! A reunião dos gatos!                  | 22 de Setembro de 2024     |
| 35 | Satoru no Kokuhaku Daisakusen         | Missão: Declaração de amor de Satoru                | 29 de Setembro de 2024     |
| 36 | Tokubetsu na Wandafuru                | Um marauvilhoso especial!                           | 06 Outubro de 2024         |
| 37 | Min'na de Hatsu Dēto!?                | O primeiro encontro com todos?!                     | 13 Outubro de 2024         |
| 38 | Komugi no Kaeru Basho                 | O lugar que Komugi chama de lar                     | 20 Outubro de 2024         |
| 39 | Niko Eboryūshon!                      | Evolução Niko!                                      | 27 Outubro de 2024         |
| 40 | Wan Nyan Daijigen                     | O grande incidente gatocão!                         | 10 de Novembro de 2024     |
| 41 | Yuki・On Sutēji!                      | Yuki sobe no palco!                                 | 17 de Novembro de 2024     |
| 42 | Min'na no Ouchi no Wandafuru!         | Os animais maravilhosos de todos!                   | 24 de Novembro de 2024     |
| 43 | Tsumugareru Omoi                      | Sentimentos tricotados juntos                       | 01 de Dezembro de 2024     |
| 44 | Takusan no Shiawase                   | Muita felicidade                                    | 08 de Dezembro de 2024     |
| 45 | Zutto Zutto Tomodachi                 | Amigas para sempre                                  | 15 de Dezembro de 2024     |
| 46 | Me~e~e~ri Kurisumasu!                 | Feeeliz Natal!                                      | 22 de Dezembro de 2024     |
| 47 | Akemashite Gaō                        | Feliz Ano-Gaou-Novo                                 | 05 de Janeiro de 2025      |
| 48 | Gaō no Tomodachi                      | Os amigos de Gaou                                   | 12 de Janeiro de 2025      |
| 49 | Anata no Koe                          | A sua voz                                           | 19 de Janeiro de 2025      |
| 50 | Zu~tto Wandafuru!                     | Marauvilhosamente para sempre!                      | 26 de Janeiro de 2025      |